# Pierre Schoeman
Pour les articles homonymes, voir Schoeman.

a Compétitions nationales et continentales officielles uniquement.

b Matchs officiels uniquement.
Dernière mise à jour le 31 juillet 2025.
Pierre Schoeman, né le 7 mai 1994 à Nelspruit (Afrique du Sud), est un joueur de rugby à XV international écossais, évoluant au poste de pilier. Il joue avec Édimbourg Rugby en United Rugby Championship depuis 2018.

## Biographie
Pierre Schoeman est le frère cadet de Juan Schoeman (en), lui aussi joueur de rugby à XV au poste de pilier.

## Carrière

### En club
Pierre Schoeman rejoint en 2010 l'académie des Blue Bulls de Pretoria, avec qui il dispute notamment la Craven Week en 2010 et 2011. 
En 2014, il commence sa carrière professionnelle lorsqu'il est appelé à disputer la Vodacom Cup. Plus tard la même année, il joue également en Varsity Cup (en) (championnat universitaire sud-africain) avec les UP Tuks (club de l'université de Pretoria). Il joue également la Currie Cup avec les Blue Bulls à partir de 2015.
En 2016, il est retenu dans l'effectif des Bulls pour disputer le Super Rugby,. Il joue son premier match le 24 mars 2016 contre les Sunwolves. Lors de sa première saison, il dispute dix rencontres pour deux titularisations, en raison de la concurrence de Lizo Gqoboka et Trevor Nyakane. Il voit ensuite son contrat être prolongé pour deux saisons supplémentaires.
Il devient le titulaire au poste de pilier gauche des Bulls lors de la saison 2018,. Lors cette même saison, il est suspendu six semaines pour avoir mordu un adversaire lors d'un match contre les Melbourne Rebels en avril 2018.
En 2018, il décide de rejoindre la franchise écossaise d'Édimbourg Rugby, évoluant en Pro14, où il est considéré comme un Project Player,. Il s'impose rapidement comme le titulaire au poste de pilier gauche avec son club, et en 2019, il prolonge son contrat jusqu'en 2023. En mai 2022, il prolonge à nouveau son contrat avec sa province, cette fois pour une durée non spécifiée.

### En équipe nationale
Pierre Schoeman joue avec l'équipe scolaire sud-africaine en 2011 et 2012. Il est le capitaine de cette équipe en 2012, et côtoie alors de nombreux futurs internationaux sud-africains comme Malcolm Marx, Handré Pollard ou Jesse Kriel.
Il joue avec l'équipe d'Afrique du Sud des moins de 20 ans dans le cadre du championnat du monde junior 2014. Schoeman dispute disputé cinq matchs de la compétition, que son équipe termine à la deuxième place, après une défaite en finale contre l'Angleterre.
Dès son arrivée en Écosse en 2018, il affirme son intention de représenter le XV du Chardon dès qu'il aura rempli les trois années de résidence nécessaires,. 
Il devient sélectionnable en 2021, et il est dans la foulée sélectionné dans le groupe écossais retenu pour disputer la tournée de novembre,. Il connaît sa première sélection avec l'Écosse le 30 octobre 2021 contre les Tonga à Édimbourg. 
Le 16 août 2023, il est annoncé au sein de la liste définitive des 33 joueurs convoqués par Gregor Townsend pour disputer la Coupe du monde 2023. Il joue trois matchs lors de la compétition, où son équipe est éliminée à l'issue de la phase de poule.
Au mois de janvier 2024, il est sélectionné pour le Tournoi des Six Nations.
Début mai 2025, il est convoqué pour la tournée des Lions britanniques et irlandais en Australie. Il honore sa première sélection avec cette équipe face à l'Argentine le 20 juin suivant. 

## Palmarès

### En équipe nationale
- Finaliste du championnat du monde junior 2014.